# Redigobius
Redigobius is een geslacht van straalvinnige vissen uit de familie van grondels (Gobiidae). Het geslacht is voor het eerst wetenschappelijk beschreven in 1927 door Herre.

## Soorten
- Redigobius amblyrhynchus (Bleeker, 1878)
- Redigobius balteatops (Smith, 1959)
- Redigobius balteatus (Herre, 1935)
- Redigobius bikolanus (Herre, 1927)
- Redigobius chrysosoma (Bleeker, 1875)
- Redigobius dewaali (Weber, 1897)
- Redigobius dispar (Peters, 1868)
- Redigobius lekutu Larson, 2010
- Redigobius leveri (Fowler, 1943)
- Redigobius macrostoma (Günther, 1861)
- Redigobius nanus Larson, 2010
- Redigobius oyensi (de Beaufort, 1913)
- Redigobius penango (Popta, 1922)
- Redigobius tambujon (Bleeker, 1854)